# فینال لیگ قهرمانان اقیانوسیه ۲۰۱۵
فینال لیگ قهرمانان اقیانوسیه ۲۰۱۵ بازی نهایی لیگ قهرمانان اقیانوسیه ۱۵–۲۰۱۴ بود، چهاردهمین دوره مسابقات قهرمانی باشگاه‌های اقیانوسیه، مسابقات فوتبال باشگاهی برتر در اقیانوسیه بود که توسط کنفدراسیون فوتبال اقیانوسیه (اواف‌سی) سازماندهی شد و نهمین فصل با نام فعلی لیگ قهرمانان اقیانوسیه بود.
فینال بین دو تیم نیوزیلندی، اوکلند سیتی و تیم ولینگتون برگزار شد. این بازی در ورزشگاه ملی در سووا در ۲۶ آوریل ۲۰۱۵ برگزار شد. برنده حق نمایندگی اواف‌سی در جام باشگاه‌های جهان ۲۰۱۵ را به دست آورد و در مرحله پلی آف شرکت کرد.
اوکلند سیتی تیم ولینگتون را ۴–۳ در ضربات پنالتی شکست داد (۱–۱ بعد از وقت‌های اضافه) تا پنجمین قهرمانی متوالی و هفتمین عنوان کلی باشگاه را کسب کند.

## مسابقه
| اوکلند سیتی                              | ۱–۱ (و.ا.) | تیم ولینگتون                           |
| ---------------------------------------- | ---------- | -------------------------------------- |
| ژوآو موریرا ۱۴' (پنالتی)                 | Report     | ایان هاگ ۷۹'                           |
| ضربات پنالتی                             |            |                                        |
| دوردویچ · برلانگا · مک‌جورج · براون · کیم | ۴–۳        | فنریدیس · کورالس · پیورلی · گولی · هاگ |

| اوکلند سیتی | تیم ولینگتون |